# Guillermo Imhoff
Guillermo Luis Imhoff (San Jerónimo Norte, Santa Fe, Argentina; 11 de octubre de 1982) es un exfutbolista y entrenador argentino que dirige actualmente al Club Atlético Argentino de San Carlos.

## Trayectoria
Imhoff comenzó su carrera jugando en la Primera argentina , donde tuvo su paso por e Colón, Huracán de Tres Arroyos y Gimnasia de Jujuy .
Hizo su debut en la Primera División con Colón, el 5 de julio de 2003, marcando el gol en una victoria 1-0 sobre Vélez Sársfield clasificandolo a la Copa Sudamericana 2003. En 2005 fue cedido al Huracán y posteriormente a Gimnasia de Jujuy . Después de adquirir experiencia con esos clubes, Imhoff regresó a Colón. En 2006 sufrió una grave lesión de rodilla que lo mantuvo fuera de acción durante muchos meses. En 2007 fue cedido al club austriaco FC Wacker Innsbruck . Después de dos años en Europa, Imhoff recibió una oferta del club de boliviano Jorge Wilstermann y en enero de 2009 firmó con los aviadores . En enero de 2010 volvió a Europa y firmado por el FC Sion un dos y un acuerdo de medio año.

## Estadísticas

### Clubes
| Club                        | País      | Año       |
| --------------------------- | --------- | --------- |
| Colón                       | Argentina | 2002-2006 |
| Gimnasia y Esgrima de Jujuy | Argentina | 2006      |
| Colón                       | Argentina | 2007      |
| FC Wacker Innsbruck         | Austria   | 2007-2008 |
| Jorge Wilstermann           | Bolivia   | 2009-2010 |
| FC Sion                     | Suiza     | 2010-2011 |
| Bali Devata FC              | Indonesia | 2011      |